# Goodbye Volcano High
Goodbye Volcano High est un jeu vidéo d'aventure narrative, développé et édité par KO_OP,, sorti le 29 août 2023 pour PlayStation 5, PlayStation 4 et Microsoft Windows.

## Synopsis
Situé dans un monde de personnages de dinosaures anthropomorphes, le jeu se concentre sur les membres du groupe VVorm Drama: le non-binaire Fang (doublé par Lachlan Watson) son meilleur ami Trish, le président du conseil des élèves de l'école, Naomi, et le frère de Fang Naser - alors qu'ils s'aventurent à travers les hauts et les bas de leur dernière année en tant que seniors Volcano High avec une graduation qui se profile à l'horizon.

## Développement
Le jeu est annoncé le 11 juin 2020 lors de l'événement en ligne Future of Gaming de Sony pour la PlayStation 5,. Le jeu était alors prévu une exclusivité temporaire, avec des portages sur d'autres consoles à une date ultérieure.